# Nave de Haver
Nave de Haver ist ein Ort und eine Gemeinde im Nordosten Portugals.

## Geschichte
Der heutige Ort entstand vermutlich nach der mittelalterlichen Reconquista. Die Gemeindekirche wird in den Registern von 1320 unter König D. Dinis aufgeführt.

## Verwaltung
Nave de Haver ist Sitz der gleichnamigen Gemeinde (Freguesia) im Kreis (Concelho) von Almeida im Distrikt Guarda. In ihr leben 295 Einwohner auf einer Fläche von 41 km² (Stand 19. April 2021).
Zwei Ortschaften liegen in der Gemeinde:
- Nave de Haver
- Poço Velho